# Instrucțiunile Serov
Așa-numitele Instrucțiunile Serov (cu titlul oficial: Cu privire la procedura de deportare a elementelor antisovietice din Lituania, Letonia și Estonia, în  rusă О порядке осуществления депортации антисоветских элементов из Литвы, Латвии и Эстонии) a fost un document strict secret semnat de generalul Ivan Serov, adjunct al   Comisariatului Poporului pentru Securitatea Statului (NKGB) al Uniunii Sovietice. Instrucțiunile stabileau detaliile procedurilor pentru desfășurarea deportărilor în masă în Siberia din 13-14 iunie 1941, care au avut loc în statele baltice, după anexarea acestora în 1940-1941.  

Instrucțiunile specificau faptul deportările trebuiau să se desfășoare cât mai secret, liniștită și rapid cu putință. Familiilor aveau dreptul să ia cu ele 100kg de bunuri  (haine, hrană, ustensile de bucătărie). Bărbații – capi de familie – au fost trimiși în lagărele Gulagului, iar membrii familiilor lor au fost siliți să trăiască domiciliu forțat în regiuni izolate ale Uniunii Sovietice. 

## Confuzii legate de datarea documentului
Documentul original este nedatat, dar cercetătorii au stabilit date diferite pentru emiterea lui, de la 11 octombrie 1939 până la 21 ianuarie 1941. NKGB a fost creat pe 3  februarie 1941, iar asta înseamnă că documentul nu putea fi emis mai devreme.
O copie a instrucțiunilor, care a fost găsită în Šiauliai, avea o ștapilă cu data primirii 7 iunie. Prin urmare, instrucțiunile au trebuit să fie scrie în perioada februarie – iunie 1941. 
Instrucțiunile Serov sunt confundate uneori cu  Ordinul NKVD nr. 001223 , un document complet diferit semnat de Lavrenti Beria pe 11 octombrie 1939, care a fost pregătit de NKVD și în care apărea o listă a diferitelor grupuri de persoane (anticomuniști, foști militari sau polițiști, mari proprietari de pământ, industriași etc.), care trebuiau urmăriți de structurile de securitate sovietice în conformitate cu prevederile Articolului 58 al codului penal sovietic. Documentul original al lui Serov nu are dată sau număr. Confuzia a pornit cel mai probabil din al treilea raport interimar al Comitetului Senatului Statelor Unite pentru investigarea încorporării statelor baltice în URSS, care a publicat textul integral al Instrucțiunilor lui Serov cu titlul greșit „Ordinul nr. 001223” .

## Vedeți și:
- Transferuri de populație în Uniunea Sovietică